# فرضية الفترة الحرجة
فرضية الفترة الحرجة هذه الفرضية محل جدل ونقاش واسع في اللغويات واكتساب اللغة، هذه الفرضيه تدور حول ارتباط القدرة على اكتساب اللغة بالعمر، من الناحية البيولوجية. هذه الفرضية تقول أن هناك فترة حرجة (محددة) لاكتساب اللغة في البيئات الغنية لغوياً، وبعد هذه الفترة يصبح اكتساب اللغة أكثر صعوبة وأكبر جهداً.
هذه الفرضية تنص على أن السنوات القليلة الأولى في الحياة الإنسان هي من أهم السنوات التي يتمكن فيها الفرد من اكتساب اللغة الأم (الأولى)، وفق وجود حوافز ملائمة. إذا لم توجد المُدخلات اللغوية إلا بعد هذه السنين الأولى (الفترة الحرجة)، فالفرد لن يصل إطلاقاً إلى مستوى السيطرة الكاملة أو التمكن الكامل من اللغة، خصوصا في النحو.
الأدلة على هذه الفرضية قاصرة، ودعمها يعود بشكل كبير إلى حجج نظرية ومشابهة لفترات حرجة أخرى في الأحياء، مثل التطور المرئي، ولكنها على الرغم من ذلك مقبولة على نطاق واسع. إلا أن طبيعة هذه الظاهرة، كانت واحدة من أكثر القضايا التي تم مناقشتها بكثافة في علم اللغة النفسي والعلوم الإداركية بشكل عام ولعقود. بعض الكتاب اقترح فترة «حساسة» أو «مثلى» بدلاً من فترة حرجة واحدة، والبعض الآخر يشكك في الأسباب (النضج الجسدي، والعوامل الإدراكية). مدة الفترة تختلف بشكل كبير تحت اعتبارات مختلفة. في «اكتساب اللغة الثانية»، أقوى دليل على فرضية الفترة الحرجة يكمن في دراسة اللهجة (أو اللكنة)، حيث معظم المتعلمين الأكبر عمراً لا يصلون إلى مستوى المتحدثين الأصليين. ومع ذلك، وتحت شروط معينة تم فيها ملاحظة اللهجة الشبيهة بالأصلية حيث تشير تلك الملاحظات إلى أن اللهجة متأثرة بعوامل متعددة، مثل الهوية والدوافع، بدلاً من التأثر بعقبة الفترة البيولوجية الحرجة. (Moyer, 1999; Bongaerts et al., 1995; Young-Scholten, 2002).

## تفسيرات تطورية

### نموذج هرفورد
من أجل تقديم دليل على الوظيفة التطورية للفترة الحرجة في اكتساب اللغة، أنتج هرفورد (1991) محاكاة كمبيوتر لظروف ممكنة للأجيال المتطورة، بناءً على ثلاثة افتراضات مركزية:
1. اللغة هي تكيّف تطوري يُختار بشكل طبيعي.
2. يمكن قياس أو تكميم لغة أي فرد معين.
3. توجد جوانب مختلفة من النضج والتطور تحت السيطرة الجينية، والتي تحدد توقيت الفترات الحرجة لبعض القدرات (مثل الميراث متعدد الجينات).

وفقًا لنموذج هرفورد التطوري، فإن اكتساب اللغة عبارة عن تكيّف له قيمة بقاء للبشر، وأن معرفة لغة ترتبط إيجابياً بميزة الفرد الإنجابية. يتماشى هذا الاكتشاف مع آراء باحثين آخرين مثل تشومسكي وبينكر وبلوم (1990). على سبيل المثال، يجادل ستيفن بينكر وبول بلوم بأنه نظرًا لأن اللغة هي تصميم معقد يقدم وظيفة محددة لا يمكن استبدالها بأي قدرة أخرى موجودة، يمكن أن تعزى سمة اكتساب اللغة إلى الاصطفاء الطبيعي.
ومع ذلك، بينما يجادل هيرفورد بأن اللغة نفسها تكيفية و«لم تظهر وحسب» (ص 172)، يقترح إلى أن الفترة الحرجة ليست تكيّفًا، بل هي قيدًا على اللغة وظهرت بسبب عدم وجود ضغوط اصطفائية التي تعزز اكتساب أكثر من لغة واحدة. بمعنى آخر، يشرح هيرفورد وجود فترة حرجة مع الانجراف الوراثي، وهي فكرة أنه عندما لا توجد ضغوط اصطفائية على أليلات متعددة تعمل على نفس الصفة، فإن أحد الأليلات سيتناقص تدريجياً خلال التطور. ولأن المحاكاة لا تكشف عن أي ميزة تطورية لاكتساب أكثر من لغة واحدة، يقترح هرفورد أن الفترة الحرجة تطورت ببساطة نتيجة لنقص ضغط الاصطفاء.

### النظام الديناميكي لكوماروفا ونواك
أيّد كوماروفا ونواك (2001) نموذج هورفورد، ولكنهما أشارا إلى أنه كان محدودًا بمعنى أنه لم يأخذ في الاعتبار تكاليف تعلم اللغة. لذلك، قاموا بإنشاء نموذج حسابي خاص بهم، مع الافتراضات التالية:
1. ترتبط القدرة اللغوية باللياقة الإنجابية للفرد
2. القدرة على تعلم اللغة موروثة
3. هناك تكاليف لتعلم اللغة

يتكون نموذجهم من مجتمع ذو حجم ثابت، حيث تكون القدرة اللغوية مؤشراً على اللياقة الإنجابية. تعتمد آلية التعلم في نموذجهم على نظريات تشومسكي اللغوية (1980، 1993) -جهاز اكتساب اللغة (إل إيه دي) ومفهوم النحو الكلي. تظهر نتائج نموذجهم أن الفترة الحرجة لاكتساب اللغة هي «إستراتيجية مستقرة تطوريًا (إي إس إس)» (كوماروفا ونواك، 2001، ص. 1190). يقترحون أن هذا المعيار البيئي والاجتماعي (إي إس إس) يرجع إلى اثنين من ضغوطات الاصطفاء المنافسِة. أولاً، إذا كانت فترة التعلم قصيرة، فإن اللغة لا تتطور أيضًا، مما يقلل اللياقة التطورية للفرد. بدلاً من ذلك، إذا كانت فترة تعلم اللغة طويلة، فستكون مكلفة للغاية إلى الحد الذي يقلل من فرص الإنجاب للفرد، وبالتالي يحد من اللياقة الإنجابية. لذلك، فإن الفترة الحرجة هي آلية تكيف التي تبقي هذه الضغوط في حالة توازن، وتهدف إلى النجاح الإنجابي الأمثل للفرد.